# Herbstschlacht bei La Bassée und Arras
Die Herbstschlacht bei La Bassée und Arras vom 25. September bis zum 4. November 1915, in England als Third Battle of Artois bezeichnet, war eine der für den Ersten Weltkrieg typischen ergebnislosen Schlachten im Stellungskrieg an der Westfront. Sie war Teil der alliierten Septemberoffensive im Artois und in der Champagne (Herbstschlacht in der Champagne), mit der die deutsche Front noch vor Einbruch des Winters durchbrochen werden und die russischen Alliierten an der Ostfront entlastet werden sollten.

## Aufmarsch und beteiligte Truppen
Die französische 10. Armee unter  Victor d’Urbal griff mit vier Korps im Raum nördlich von Arras an, die Brennpunkte des französischen Angriffes lagen bei Souchez im Norden und Neuville St. Vaast in der Mitte. Im Anschluss an die nördlicher gleichzeitig auf Loos angreifende britische 1. Armee unter Douglas Haig hatte das französische XXI. Korps unter General Paul Maistre mit der 13. und 41. Division nördlich von Souchez vorzugehen. Aus der Linie östlich Carency wurde das XXXIII. Korps unter General Émile Fayolle mit der 70., 77. und 55. Division über Souchez auf Givenchy angesetzt. Das III. Korps unter General Émile Hache sollte mit der 5. und 6. Division bei Neuville St. Vaast auf die Höhen von Vimy vorgehen. Den südlichen Angriffskeil bildete das XII. Korps unter General Henri Descoings mit der 23. und 24. Division mit Stoßrichtung auf Thelus. Als Reserve diente hinter dem XII. Korps die 58. und 130. Division und das I. Kavalleriekorps. Der Südflügel der Armee d’Urbals - das XVII. Korps unter General Dumas blieb im östlichen Vorfeld der Frontstadt Arras und südlich der Scarpe defensiv.
Die British Expeditionary Force (BEF) sollte weiter im Norden im Raum La Bassée durch einen eigenen Großangriff bei Loos-en-Gohelle (→ Schlacht bei Loos) die linke Flanke der französischen Offensive decken. Auf britischer Seite standen zwei Korps der 1. Armee im Angriff: das I. Korps (2., 7., 9. Division) unter Hubert Gough im Norden in Richtung auf La Bassee und Hulluch, sowie südlich anschließend das IV. Korps (1., 15., und 47. Division) unter Henry Rawlinson auf Loos. Ein weiteres Korps, das XI. (21., 24. Division) unter Richard Haking und die 3. Kavallerie-Division, wurde dahinter in Reserve gehalten.
Die Hauptlast der Abwehrkämpfe auf deutscher Seite trug die 6. Armee unter Kronprinz Rupprecht von Bayern.
Gegenüber den Briten im Norden lag wie bereits im Mai 1915 das VII. Armee-Korps seit 29. Juni unter dem neuen Kommandierenden General von Francois mit der 13. und 14. Division, sowie der 2. Garde-Reserve-Division in der Mitte. Bei Loos stand das IV. Armee-Korps unter General Sixt von Armin mit der 7. und 117. Infanterie-Division, in zweiter Linie waren die 8. und 123. Infanterie-Division verfügbar.
Dem angreifenden Nordflügel der französischen 10. Armee, deren Ziel der Durchbruch auf den Verkehrsknoten Douai war, stand vorerst zwischen Givenchy und Thelus das VI. Armee-Korps unter General der Infanterie Kurt von Pritzelwitz mit der 11. und 12. Division alleine gegenüber. Am Südflügel der 6. Armee lag gegenüber Arras das während der Schlacht nicht angegriffene bayerische I. Reservekorps unter General Fasbender.

## Verlauf

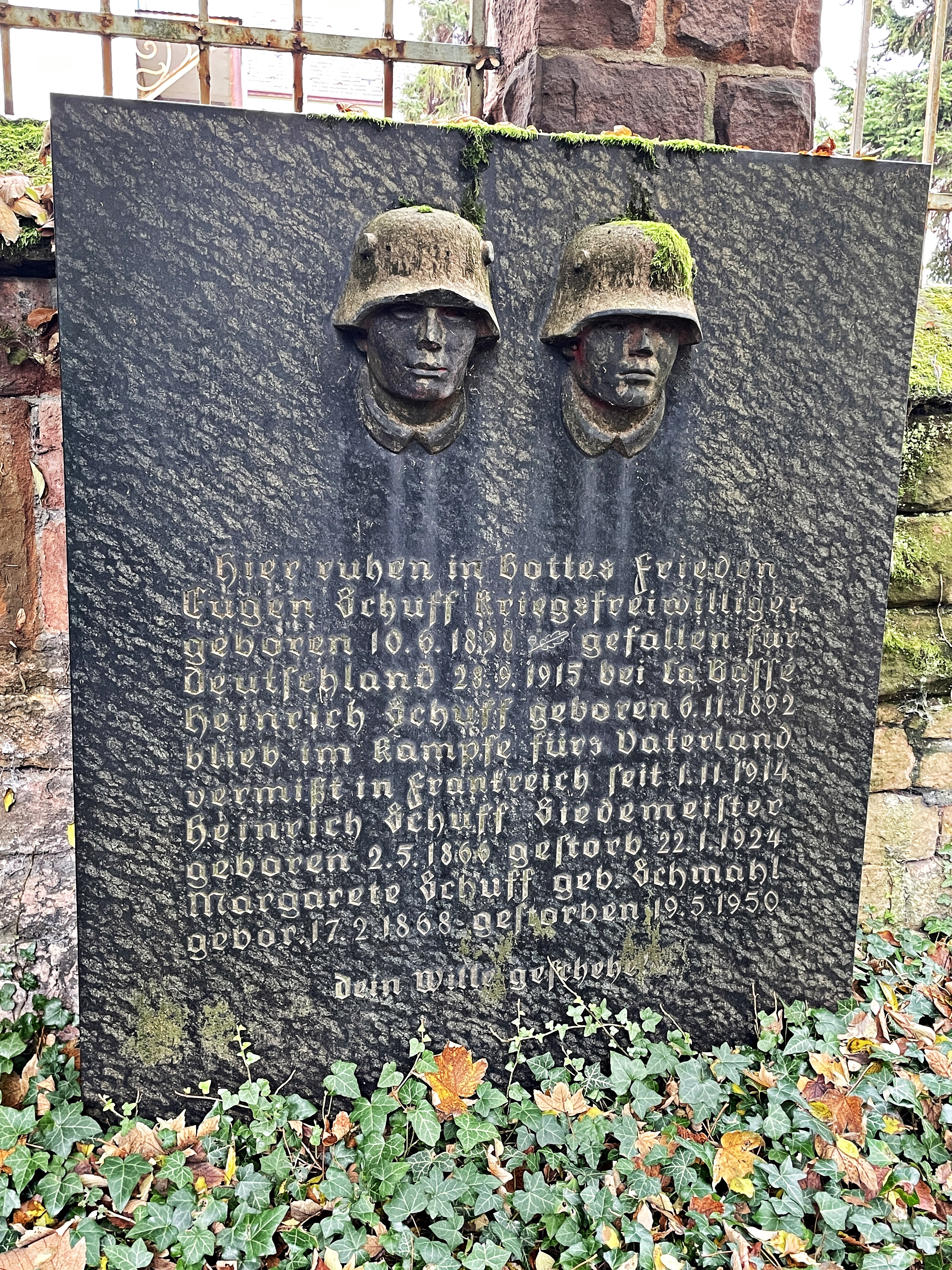
Hauptfriedhof Frankenthal (Pfalz), Familiengrab Schuff mit Porträtbüsten zweier gefallener Brüder, einer davon gefallen am 28. September 1915, in der Herbstschlacht bei La Bassée und Arras, als bayerischer Soldat der 6. Armee

Nach vier Tagen intensiver Artillerieangriffe griff die französische 10. Armee am 25. September die deutsche Front an. Eine Stunde nach Mittag gingen neun französische Divisionen auf 11 Kilometer Front zwischen Lievin bis Ecurie gegen das deutsche VI. und Südflügel des IV. Korps vor. An der Südflanke führte das französische XVII. Armeekorps mit ihrer nördlichsten Division einen Ablenkungsangriff gegen die bayerische 1. Reserve-Division bei Roclincourt, blieb aber erfolglos. Die deutsche Front konnte auf nur 6,5 km Breite aufgerissen werden, nördlich Souchez gelang bei der sächsischen 123. Infanterie-Division unter General Lucius ein Einbruch auf 1.800 Meter Tiefe. Die schnell aus der Reserve eingreifende 8. Infanterie-Division unter General von Hanstein stabilisierte hier die deutsche Verteidigung. Der Versuch des französischen XII. Korps bei Thélus die Einbruchsstelle zu erweitern, wurde durch einen deutschen Gegenstoß vereitelt. Trotz dreifacher Überlegenheit war den Franzosen am ersten Angriffstag nur ein Einbruch auf 6,5 km Breite erzielt worden, an der vorspringenden Ecke von Souchez war man 1800 Meter tief in die deutsche Front eingebrochen.
Gleichzeitig eröffneten die Briten im Norden ihren Angriff bei Loos mit dem Einsatz von Chlorgas und konnten die Hohenzollern-Redoute einnehmen. Der rechte Flügel der Armee Haigs konnte noch am 25. September dank zahlenmäßiger Überlegenheit die Front der deutschen 7. Division unter General Riedel durchbrechen und Loos einnehmen. Die gegen Hulluch angesetzte britische 7. Division hatte am ersten Angriffstag 5.200 Mann an Verlusten, der Kommandeur Generalmajor Capper wurde tödlich verwundet. General Thesiger, der Kommandeur der schottischen 9. Division fiel am folgenden Tag bei der Fosse 8 durch deutschen Artilleriebeschuss.
Am 26. September konnten die gemeinsam vorgehenden inneren Flügel des französischen XXXIII. und XXI. Corps Souchez einnehmen. Die aus der Reserve kommende 58., 154. und 130. Infanterie-Division gewann aber nur mehr kleine Erfolge gegen Givenchy und La Folie, auch bei Thélus wurde etwas an Gelände gewonnen. Im Süden scheiterte hingegen das III. und XII. Corps vollständig im nochmaligen Angriff gegen die deutschen Stellungen südöstlich von Neuville St. Vaast.
Ab 27. September wurde der rechte Flügel des deutschen VI. Korps verkürzt, die 11. Division wurde durch das von der Ostfront über Belgien herankommende Gardekorps zwischen Souchez bis Givenchy freigemacht und verstärkte darauf den rechten Flügel der weiter südlich bei Neuville - St. Vaast ringenden 12. Division. Die zweite Verteidigungslinie der deutschen 6. Armee hielt auch in den nächsten Tagen und Wochen den Angriffen der Franzosen und Briten stand.
Ab 8. Oktober versuchten die deutschen Truppen mit eintreffenden Reserven, verlorenes Gelände auf der gesamten Länge des Frontabschnittes zurückzugewinnen. Ein weiterer französischer Angriff musste nach starken Verlusten am Abend des Tages abgebrochen werden.
Bis zum 10. Oktober wurde das abgekämpfte deutsche VI. Korps durch das aus dem Raum Lille herangezogene bayerische I. Armeekorps unter General der Infanterie von Xylander abgelöst und aus der Front gezogen.
Die bayerische 1. und 2. Division übernahmen jetzt die Verteidigung des westlichen Vorfeldes der bedrohten Vimy-Stellung und konnten alle weiteren Angriffe bei Thelus abweisen.
Auch die Briten im Norden konnten keine weiteren Erfolge in Richtung auf Lens mehr erreichen.

## Folgen
General Foch, der Oberbefehlshaber der französischen Groupe d’Armées du Nord, konnte sein operatives Ziel, der Durchbruch auf Douai nicht erreichen. Allein die britischen Verluste in der Schlacht beliefen sich auf ungefähr 60.000 Mann und waren mit einer der Gründe dafür, dass French im Dezember 1915 durch Douglas Haig als Oberbefehlshaber der BEF abgelöst wurde. Rupprecht von Bayern erhielt im Oktober 1915 für die erneute Abwehr starker französischer und englischer Angriffe den Ehrentitel Sieger von Arras und La Bassée.